# Ederplan
Ederplan är ett berg i Österrike.   Det ligger i distriktet Spittal an der Drau och förbundslandet Kärnten, i den centrala delen av landet, 300 km sydväst om huvudstaden Wien. Toppen på Ederplan är 2 062 meter över havet.
Terrängen runt Ederplan är huvudsakligen mycket bergig. Närmaste större samhälle är Lienz, 10,0 km väster om Ederplan. 
I omgivningarna runt Ederplan växer i huvudsak blandskog. Runt Ederplan är det ganska glesbefolkat, med 27 invånare per kvadratkilometer.